# Capovalle
Capovalle (lombardul: À) település Olaszországban, Lombardia régióban, Brescia megyében. Lakosainak száma 338 fő (2023. január 1.). Capovalle Gargnano, Idro, Treviso Bresciano, Valvestino és Vobarno községekkel határos.

## Népesség
A település népességének változása:
| Lakosok száma | 368  | 358  | 338  |
|               | 2017 | 2018 | 2023 |